# دوباره و دوباره (ترانه ویکس)
دوباره و دوباره (آماده‌ام تا آسیب ببینم) آهنگی‌ است که توسط گروه ویکس ضبط شده‌است. این آهنگ به عنوان تک‌آهنگ در تاریخ ۱۷ ژانویه ۲۰۱۳ توسط کمپانی جلی‌فیش منتشر شد. این آلبوم به منزلهٔ سومین تک‌آهنگ ویکس می‌باشد که توسط هوانگ سه‌جون، آلبی آلبرتسون، ریکی هانلی و کریستین لیند تولید شده‌است. این آهنگ توسط کیم آنا و به همراهی راوی نوشته شده‎است.
موزیک ویدیوی این آهنگ به کارگردانی سونگ ون‌یونگ ساخته شده‌است.

## انتشار
سومین تک‌آهنگ ویکس، دوباره و دوباره در تاریخ ۱۷ ژانویه منتشر شد.

## لیست آهنگ‌ها
※ آهنگ پررنگ شده، آهنگ اصلی آلبوم می‌باشد.
| شماره      | نام                                           | سراینده            | آهنگساز                                              | مدت   |
| ---------- | --------------------------------------------- | ------------------ | ---------------------------------------------------- | ----- |
| ۱.         | «دوباره و دوباره» (다칠 준비가 돼 있어)       | کیم آنا، راوی (رپ) | هوانگ سه‌جون، آلبی آلبرتسون، ریکی هانلی، کریستین لیند | ۰۳:۴۲ |
| ۲.         | «من نمی‌خوام یه آیدول باشم» (아이돌 하기 싫어) | مین یون‌جه          | درو رایان اسکات، الکس نیک‌فورو                        | ۰۳:۴۵ |
| ۳.         | «دوباره و دوباره» (بی‌کلام)                    |                    | هوانگ سه‌جون، آلبی آلبرتسون، ریکی هانلی، کریستین لیند | ۰۳:۴۲ |
| مجموع مدت: | مجموع مدت:                                    | مجموع مدت:         | مجموع مدت:                                           | ۱۱:۰۰ |

## اعتبارات و اعضا
- ویکس - خواننده
  - چا هاک‌یون (ان) - خواننده، خواننده پس زمینه
  - جونگ تک‌وون (لئو) - خوانندهٔ اصلی، خواننده پس زمینه
  - لی جه‌هوان (کن) - خوانندهٔ اصلی، خواننده پس زمینه
  - کیم وون‌شیک (راوی) - رپ، ترانه‌سرایی
  - لی هونگ‌بین - خواننده
  - هان سانگ‌هیوک (هیوک) - خواننده
- کیم آنا - ترانه سرایی
- هوانگ سه‌جون - تولید کننده
- آلبی آلبرتسون - تولید کننده
- ریکی هانلی - تولید کننده
- کریستین لیند - تولید کننده

## نمودار عملکرد
| نمودار                                  | وضعیت در نمودار |
| --------------------------------------- | --------------- |
| کره جنوبی (جدول تک‌آهنگ‌های گائون)        | ۲۵              |
| کره جنوبی (جدول ماهانه تک‌آهنگ‌های گائون) | ۸۷              |
| کره جنوبی (جدول اجتماعی گائون)          | ۳۸              |
| بیلبورد (۱۰۰ آهنگ داغ کی‌پاپ)            | ۹۶              |

## تاریخ انتشار
| منطقه         | تاریخ          | فرمت                  | کمپانی        |
| ------------- | -------------- | --------------------- | ------------- |
| کره جنوبی     | ۱۷ ژانویه ۲۰۱۳ | سی دی، دانلود دیجیتال | جلی‌فیش ، سی‌جِی |
| در سراسر جهان | ۱۷ ژانویه ۲۰۱۳ | دانلود دیجیتال        | جلی‌فیش        |